# Sichuansånghöna
Sichuansånghöna (Arborophila rufipectus) är en utrotningshotad fågel i familjen fasanfåglar inom ordningen hönsfåglar, endemisk för Kina.

## Utseende och läte
Sichuansånghönan är en 28,5–30 centimeter lång gråbrun sånghöna distinkt tecknat huvud och bröst. Hanen är ett vitt ögonbrynsstreck som möts i pannan, brun hätta, svart tygel och ögonstreck och rostorange örontäckare. Den vita strupen är svartstreckad ovanför ett brett kastanjefärgad bröstband. Honan liknar hanen men är dovare i färgerna. Lätet som ofta utförs i duett könen emellan är en utdragen stigande serie av högljudda visslingar.

## Utbredning och systematik
Sichuansånghönan förekommer enbart i sydvästra Kina, i låga berg i södra centrala Sichuan. Troliga fynd finns även från nordöstra Yunnan. Den behandlas som monotypisk, det vill säga att den inte delas in i några underarter.

## Levnadssätt
Sichuansånghönan förekommer i subtropisk och tempererad blandad städsegrön skog och skogslandskap. Den lever av frukt från Eleaganus, Euonymus och Rubus samt ekollon, men även ryggradslösa djur. Fågeln häckar från april till juni, med äggkläckning från mitten av maj till mitten av juli. Boet är en uppskrapad grop i marken, vanligen bland trädrötter, där den lägger tre till sju ägg.

## Status
Denna art har en mycket liten världspopulation på uppskattningsvis endast 1000 till 2500 individer. Populationen minskar också i antal till följd av jakt, störningar och habitatförlust. Utbredningsområdet är dessutom fragmenterat. IUCN kategoriserar därför arten som sårbar.